# Az örökösnő álarca mögött
Az örökösnő álarca mögött (eredeti cím: Inventing Anna) 2022-es amerikai drámasorozat, amelyet Shonda Rhimes alkotott, Jessica Pressler How Anna Delvey Tricked New York's Party People című cikke alapján. A főbb szerepekben Anna Chlumsky, Julia Garner, Arianne Moayed, Katie Lowes és Alexis Floyd látható.
Amerikában és Magyarországon 2022. február 11-én mutatta be a Netflix.

## Ismertető
Anna Delvey álnéven az orosz származású Anna Sorokin beszivárgott a New York-i előkelő társaságokba, meggyőzve őket arról, hogy ő egy német előkelőség és egy hatalmas vagyon örököse, miközben milliókat csalt ki tőlük.

## Szereplők

### Főszereplők
| Szereplők                  | Színész            | Magyar hang        |
| -------------------------- | ------------------ | ------------------ |
| Vivian Ken                 | Anna Chlumsky      | Földes Eszter      |
| Anna Sorokin / Anna Delvey | Julia Garner       | Rudolf Szonja      |
| Todd Spodekt               | Arian Moayed       | Zöld Csaba         |
| Rachel DeLoache Williams   | Katie Lowes        | Ruttkay Laura      |
| Neff Davis                 | Alexis Floyd       | Bogdányi Titanilla |
| Jack                       | Anders Holm        | Szatory Dávid      |
| Maud                       | Anna Deavere Smith | Kocsis Mariann     |
| Lou                        | Jeff Perry         | Rosta Sándor       |
| Barry                      | Terry Kinney       | Hannus Zoltán      |
| Kacy Duke                  | Laverne Cox        | Bánfalvi Eszter    |

### Mellékszereplők
| Szereplők       | Színész           | Magyar hang        |
| --------------- | ----------------- | ------------------ |
| Catherine McCaw | Rebecca Henderson | Németh Kriszta     |
| Nora Radford    | Kate Burton       | Menszátor Magdolna |
| Paul            | Tim Guinee        | Czvetkó Sándor     |
| Landon Bloom    | Armand Schultz    | Hirtling István    |
| Alan Reed       | Anthony Edwards   | Schnell Ádám       |

### Magyar változat
- Magyar szöveg: Egressy G. Tamás
- Hangmérnök: Halas Péter
- Vágó: Győrösi Gabriella
- Gyártásvezető: Masoll Ildikó
- Szinkronrendező: Szentesi Dorottya
- Produkciós vezető: Fekete Márk

A szinkront a Direct Dub Studios készítette.

## Epizódok
| Sor. | Év. | Cím                                                | Rendező                  | Író                                   | Premier           |
| ---- | --- | -------------------------------------------------- | ------------------------ | ------------------------------------- | ----------------- |
| 1.   | 1.  | Egy VIP élete (Life of a VIP)                      | David Frankel            | Shonda Rhimes                         | 2022. február 11. |
| 2.   | 2.  | Az Anna-stílus (The Devil Wore Anna)               | Tom Verica               | Matt Byrne                            | 2022. február 11. |
| 3.   | 3.  | „Hiteles” források (Two Birds, One Throne)         | Daisy von Scherler Mayer | Jess Brownell                         | 2022. február 11. |
| 4.   | 4.  | Az ördög divatos ruhában (A Wolf in Chic Clothing) | David Frankel            | Abby Ajayi                            | 2022. február 11. |
| 5.   | 5.  | Ideje kijelentkezni (Check Out Time)               | Ellen Kuras              | Carolyn Ingber Lewinsky és Abby Ajayi | 2022. február 11. |
| 6.   | 6.  | Furcsa barátok (Friends in Low Places)             | Nzingha Stewart          | Jess Brownell                         | 2022. február 11. |
| 7.   | 7.  | Az utolsó gondolatok (Cash on Delivery)            | Nzingha Stewart          | Abby Ajayi                            | 2022. február 11. |
| 8.   | 8.  | Kékvér (Too Rich for Her Blood)                    | Tom Verica               | Nicholas Nardini                      | 2022. február 11. |
| 9.   | 9.  | Veszélyes közelség (Dangerously Close)             | Ellen Kuras              | Matt Byrne                            | 2022. február 11. |

## A sorozat készítése
2018 júniusában a Netflix és a Shondaland megvásárolta Anna Sorokin élettörténetének és Jessica Pressler How Anna Delvey Tricked New York's Party People című New York-i cikkének jogait, és azt tervezik, hogy televíziós sorozatot készítenek belőle, amelynek producere és írója Shonda Rhimes lesz Betsy Beers mellett. Sorokin 320 000 dollárt kapott, amelyet a kártérítés és a jogi költségek kifizetésére fordítottak. David Frankelt nevezték ki a sorozat két epizódjának rendezőjének és vezető producerének.
2019 októberében Julia Garner, Anna Chlumsky, Katie Lowes, Laverne Cox és Alexis Floyd csatlakozott a sorozat szereplőgárdájához. 2019 októberében Madeline Brewer alakította volna Anna Delvey szerepét, de időbeosztási problémák miatt le kellett mondania. 2019 októberében megkezdődött a forgatás New Yorkban és Los Angelesben.